# João XII de Constantinopla
João XII de Constantinopla foi o patriarca grego ortodoxo de Constantinopla entre 1294 e 1303. Ele nasceu em Sozópolis, na região ocidental do Mar Negro (atual Sozopol, na Bulgária). Antes de se tornar patriarca chamava-se Kosmas.